# 613 porunci
Cele 613 porunci [în ebraică תרי"ג מצוות‎ - „TARIAG” (613)  mițvot], conform tradiției iudaice, au fost date de Dumnezeu poporului evreu în Tora (Vechiul Testament, Pentateuch) și reluate și comentate în Talmud și Ghemara. Tradiția evreiască consideră că cine nu este evreu, trebuie să respecte minimum 7 porunci („cele șapte porunci ale fiilor lui Noe”). 

## Descrierea poruncilor
248 din aceste 613 porunci sunt porunci pozitive (mițvot asé, dispoziții de a face ceva) și 365 sunt porunci negative (mițvot al taasé, dispoziții de a nu face, interdicții).
Trei dintre poruncile de interdicție au gradul de interdicție absolută: iehareg ve'al iaavor („Mai bine să fie omorât, decât să le încalce”). Acestea sunt: omorul, idolatria și relațiile sexuale interzise.
Enumerarea, descrierea și explicațiile celor 613 porunci a fost efectuată de mai mulți autori. În cartea sa Sefer Hamițvot („Cartea Poruncilor”), Maimonide prezintă o listă a poruncilor din Tora  și o scurtă descriere a acestora. Autorul a inclus și cele 14 reguli (rădăcini, "șorașim"), care explică esența doctrinară a poruncilor cu referințe din Midraș și Ghemara.

### Lista poruncilor după Maimonide
O listă parțială a poruncilor, conform traducerii facute de Dumitru Cornilescu in 1921 (Biblia Cornilescu (1921), omologată de Biserica Creșină Ortodoxă Română):
1. Să știi că este numai un Dumnezeu.[1].
2. Să nu ai alți dumnezei înafară de Dumnezeul Unic.[2].
3. Să știi că Dumnezeu este Unul[3].
4. Iubește-L pe Dumnezeul tău[4].
5. Să te temi de Dumnezeul tău[5].
6. Să nu necinstiți Numele Lui Dumnezeu[6].
7. Să nu profanezi Numele Lui Dumnezeu[6].
8. Să nu distrugi obiectele asociate de Numele Lui[7].
9. Sa asculți de proorocii care vorbesc în Numele Lui Dumnezeu[8].
10. Să nu ispitiți pe Dumnezeul vostru [9].
11. Să păzești poruncile Dumnezeului tău[10].
12. Să te alipești de cei ce cunosc Numele Lui[11].
13. Să nu ții necaz pe copiii poporului Israel[12].
14. Să iubiți pe străinii convertiți[13].
15. Să nu urăști pe fratele tău în inima ta[14].
16. Să mustri pe aproapele tău[14].
17. Să nu te încarci cu un păcat din pricina aproapelui tău[14].
18. Să nu asuprești pe alții[15].
19. Să nu umbli cu bârfeli[16].
20. Să nu te răzbuni[12].
21. Să nu ții necaz pe aproapele tău[12].
22. Să studiezi Tora[17].
23. Să cinstești pe cei care învață și stiu Tora[18].
24. Să nu vă întoarceți spre idoli[19].
25. Să nu urmați după poftele inimilor voastre și după poftele ochilor voștri[20].
26. Să nu hulești pe Dumnezeu[21].
27. Să nu te închini înaintea idolilor[22].
28. Să nu slujești idolii in cele patru feluri cum este slujit Cel de sus[22].
29. Să nu-ți faci chip cioplit pentru tine [23].
30. Să nu faci chip cioplit pentru alții[23].
31. Să nu creezi imagini umane nici pentru decorare [24].
32. Să nu aduci un oraș la idolatrie[25].
33. Să distrugi un oraș care se închină idolilor [26].
34. Să nu zidești din nou un oraș distrus care se închina idolilor [26].
35. Să nu ai profit din bunurile unui oraș distrus care se închina idolilor [27].
36. Să nu chemi pe alții la slujirea altor dumnezei [28].
37. Să nu iubești pe cei care se închină idolilor [28].
38. Să-l urăști pe cel ce se închină idolilor [28].
39. Să nu cruți pe cei care se închină idolilor [28].
40. Să nu ascuzi pe cel care se închină idolilor [28].
41. Să n-arunci o privire de milă spre cel care se închină idolilor [28].
42. Să nu zici profeții din numele celor ce se închină idolilor [29].